# Dorika showaki
Dorika showaki är en fjärilsart som beskrevs av Elliot C.G. Pinhey 1956. Dorika showaki ingår i släktet Dorika och familjen nattflyn. Inga underarter finns listade i Catalogue of Life.